# Rosanna Conte
Rosanna Conte (nascida em 17 de abril de 1968 em Portogruaro) é uma política italiana que foi eleita membro do Parlamento Europeu em 2019.